# هاميلتون رايت
هاميلتون رايت (بالإنجليزية: Hamilton Kemp Wright)‏ هو طبيب أمريكي، ولد في 2 أغسطس 1867 في كليفلاند في الولايات المتحدة، وتوفي في 9 يناير 1917 في واشنطن العاصمة في الولايات المتحدة بسبب ذات الرئة.